# Габаре
Габаре (болг. Габаре) — село в Болгарии. Находится в Врачанской области, входит в общину Бяла-Слатина. Население составляет 1 152 человека.

## Политическая ситуация
В местном кметстве Габаре, в состав которого входит Габаре, должность кмета (старосты) исполняет Цолё Митков Цолёв (коалиция в составе 3 партий: ВМРО — Болгарское национальное движение, Союз свободной демократии (ССД),  Болгарский земледельческий народный союз) по результатам выборов.
Кмет (мэр) общины Бяла-Слатина — Венцислав Велков Василев (Болгарская социалистическая партия (БСП)) по результатам выборов.

## Катастрофа Ту-134 в 1978 году
У деревни Габаре 16 марта 1978 года потерпел катастрофу Ту-134 компании Балкан, в результате чего погибли 73 человека.